# San Carlo alle Quattro Fontane
Nhà thờ San Carlo alle Quattro Fontane (Nhà thờ Thánh Carlo tại Quattro Fontane), còn được gọi là San Carlino, là một nhà thờ Công giáo La Mã ở Rome, Ý. Nhà thờ được thiết kế bởi kiến trúc sư Francesco Borromini và đó là nhiệm vụ độc lập đầu tiên của ông. Nó là một kiệt tác mang tính biểu tượng của kiến trúc Baroque, được xây dựng như một phần của một tòa nhà tu viện trên đồi Quirinal dành cho người Trinitari Tây Ban Nha, một tổ chức dành riêng cho việc giải phóng nô lệ Kitô giáo. Ông được giao nhiệm vụ vào năm 1634, dưới sự bảo trợ của Đức Hồng Y Francesco Barberini, người có cung điện ở phía bên kia đường. Tuy nhiên, sự hỗ trợ tài chính này không kéo dài và sau đó, dự án tòa nhà gặp nhiều khó khăn tài chính khác nhau. Đây là một trong số ít nhất ba nhà thờ ở Rome thờ Thánh Carlo, hai nhà thờ khác ở Catinari và Corso.